# Blanche Howard
Georgiana Blanche Howard, contessa di Burlington (11 gennaio 1812 – 27 aprile 1840), è stata una nobildonna britannica.

## Biografia

### Infanzia
Era la figlia di George Howard, VI conte di Carlisle, e di sua moglie, Lady Georgiana Dorothy Cavendish.

### Matrimonio
Sposò, il 6 agosto 1829, William Cavendish, II conte di Burlington, poi VII duca di Devonshire, figlio di William Cavendish e di sua moglie Louisa O'Callaghan. Ebbero cinque figli.

### Ultimi anni e morte
Ha ricoperto l'incarico di Lady of the Bedchamber della regina Vittoria dal 1838 al 1840.
Morì il 27 aprile 1840, all'età di 28 anni.

## Discendenza
Dal matrimonio tra Blanche e William Cavendish, II conte di Burlington, poi VII duca di Devonshire nacquero:
- Lady Louisa Caroline Cavendish (?-21 settembre 1907), sposò Francis Egerton, ebbero cinque figli;
- William Cavendish (8 ottobre 1831-15 maggio 1834)
- Spencer Cavendish, VIII duca di Devonshire (23 luglio 1833-24 marzo 1908)
- Lord Frederick Charles Cavendish (30 novembre 1836-6 maggio 1882), sposò Lucy Caroline Lyttelton, non ebbero figli;
- Lord Edward Cavendish (28 gennaio 1838-18 maggio 1891), sposò lady Emma Elizabeth Lascelles, ebbero tre figli.

## Ascendenza
|                                         |                                          |                                                   | Genitori                               |  |  | Nonni |  |  | Bisnonni                           |  |  | Trisnonni                             |  |
|                                         |                                          |                                                   |                                        |  |  |       |  |  | Henry Howard, IV conte di Carlisle |  |  | Charles Howard, III conte di Carlisle |  |
|                                         |                                          |                                                   |                                        |  |  |       |  |  | Henry Howard, IV conte di Carlisle |  |  | Charles Howard, III conte di Carlisle |  |
|                                         |                                          | Anne de Vere Capell                               |                                        |  |  |       |  |  | Henry Howard, IV conte di Carlisle |  |  |                                       |  |
| Frederick Howard, V conte di Carlisle   |                                          |                                                   |                                        |  |  |       |  |  | Henry Howard, IV conte di Carlisle |  |  |                                       |  |
|                                         |                                          | hon. Isabella Byron                               | William Byron, IV barone Byron         |  |  |       |  |  |                                    |  |  |                                       |  |
|                                         |                                          | hon. Isabella Byron                               | William Byron, IV barone Byron         |  |  |       |  |  |                                    |  |  |                                       |  |
|                                         |                                          | hon. Isabella Byron                               | hon. Frances Berkeley                  |  |  |       |  |  |                                    |  |  |                                       |  |
| George Howard, VI conte di Carlisle     |                                          | hon. Isabella Byron                               |                                        |  |  |       |  |  |                                    |  |  |                                       |  |
|                                         |                                          | Granville Leveson-Gower, I marchese di Stafford   | John Leveson-Gower, I conte Gower      |  |  |       |  |  |                                    |  |  |                                       |  |
|                                         |                                          | Granville Leveson-Gower, I marchese di Stafford   | John Leveson-Gower, I conte Gower      |  |  |       |  |  |                                    |  |  |                                       |  |
|                                         |                                          | Granville Leveson-Gower, I marchese di Stafford   | lady Evelyn Pierrepont                 |  |  |       |  |  |                                    |  |  |                                       |  |
| lady Margaret Leveson-Gower             |                                          | Granville Leveson-Gower, I marchese di Stafford   |                                        |  |  |       |  |  |                                    |  |  |                                       |  |
|                                         |                                          | lady Louisa Egerton                               | Scroop Egerton, I duca di Bridgewater  |  |  |       |  |  |                                    |  |  |                                       |  |
|                                         |                                          | lady Louisa Egerton                               | Scroop Egerton, I duca di Bridgewater  |  |  |       |  |  |                                    |  |  |                                       |  |
|                                         |                                          | lady Louisa Egerton                               | lady Rachael Russell                   |  |  |       |  |  |                                    |  |  |                                       |  |
| lady Blanche Howard                     |                                          | lady Louisa Egerton                               |                                        |  |  |       |  |  |                                    |  |  |                                       |  |
|                                         | William Cavendish, IV duca di Devonshire | William Cavendish, III duca di Devonshire         |                                        |  |  |       |  |  |                                    |  |  |                                       |  |
|                                         | William Cavendish, IV duca di Devonshire | William Cavendish, III duca di Devonshire         |                                        |  |  |       |  |  |                                    |  |  |                                       |  |
|                                         | William Cavendish, IV duca di Devonshire | Catherine Hoskins                                 |                                        |  |  |       |  |  |                                    |  |  |                                       |  |
| William Cavendish, V duca di Devonshire | William Cavendish, IV duca di Devonshire |                                                   |                                        |  |  |       |  |  |                                    |  |  |                                       |  |
|                                         |                                          | Charlotte Elizabeth Boyle, marchesa di Hartington | Richard Boyle, III conte di Burlington |  |  |       |  |  |                                    |  |  |                                       |  |
|                                         |                                          | Charlotte Elizabeth Boyle, marchesa di Hartington | Richard Boyle, III conte di Burlington |  |  |       |  |  |                                    |  |  |                                       |  |
|                                         |                                          | Charlotte Elizabeth Boyle, marchesa di Hartington | lady Dorothy Savile                    |  |  |       |  |  |                                    |  |  |                                       |  |
| lady Georgiana Cavendish                |                                          | Charlotte Elizabeth Boyle, marchesa di Hartington |                                        |  |  |       |  |  |                                    |  |  |                                       |  |
|                                         |                                          | John Spencer, I conte Spencer                     | lord John Spencer                      |  |  |       |  |  |                                    |  |  |                                       |  |
|                                         |                                          | John Spencer, I conte Spencer                     | lord John Spencer                      |  |  |       |  |  |                                    |  |  |                                       |  |
|                                         |                                          | John Spencer, I conte Spencer                     | lady Georgiana Caroline Carteret       |  |  |       |  |  |                                    |  |  |                                       |  |
| lady Georgiana Spencer                  |                                          | John Spencer, I conte Spencer                     |                                        |  |  |       |  |  |                                    |  |  |                                       |  |
|                                         |                                          | Margaret Poyntz                                   | Stephen Poyntz                         |  |  |       |  |  |                                    |  |  |                                       |  |
|                                         |                                          | Margaret Poyntz                                   | Stephen Poyntz                         |  |  |       |  |  |                                    |  |  |                                       |  |
|                                         |                                          | Margaret Poyntz                                   | Anna Maria Mordaunt                    |  |  |       |  |  |                                    |  |  |                                       |  |
|                                         |                                          | Margaret Poyntz                                   |                                        |  |  |       |  |  |                                    |  |  |                                       |  |